# Artiora arrostaria
Artiora arrostaria är en fjärilsart som beskrevs av William Schaus 1925. Artiora arrostaria ingår i släktet Artiora och familjen mätare. Inga underarter finns listade i Catalogue of Life.